# Boston Symphony Orchestra
Boston Symphony Orchestra (BSO) är en amerikansk symfoniorkester baserad i Boston, Massachusetts, USA. Det är den näst äldsta av de fem amerikanska symfoniorkestrar som brukar kallas Big Five. Orkestern grundades 1881 och ger de flesta av sina konserter i Bostons konserthus, Boston Symphony Hall, och om somrarna i Tanglewood Music Center. Nuvarande chefsdirigent är Andris Nelsons. Orkestern startades av Henry Lee Higginson 1881. BSO framför de flesta av sina konserter i Boston Symphony Hall och på sommaren uppträder de i Tanglewood.  
Sedan starten har orkestern haft 17 chefsdirigenter, inklusive George Henschel, Sergej Kusevitskij, Henri Rabaud, Erich Leinsdorf, William Steinberg och James Levine. Andris Nelsons är nuvarande chefsdirigent för BSO. Seiji Ozawa har titeln dirigent laureat. Bernard Haitink har haft titeln som dirigent emeritus för BSO. Orkestern har gjort grammofoninspelningar sedan 1917 och har ibland gjort ljudinspelningar för filmer, inklusive Schindlers list.

## Tidiga år
BSO grundades 1881 av Henry Lee Higginson. Dess första dirigent var George Henschel, som var en känd baryton såväl som dirigent, och en nära vän till Johannes Brahms. För orkestern utarbetade Henschel innovativa orkestersittplatser och skickade detta till Brahms, som godkände det och kommenterade de frågor som tagits upp av horn- och altfiolasektionerna i ett brev i mitten av november 1881.
BSO:s första konsert ägde rum den 22 oktober 1881. Programmet bestod av Ludwig van Beethovens The Consecration of the House, samt musik av Franz Joseph Haydn, Christoph Willibald Gluck, Franz Schubert och Carl Maria von Weber.

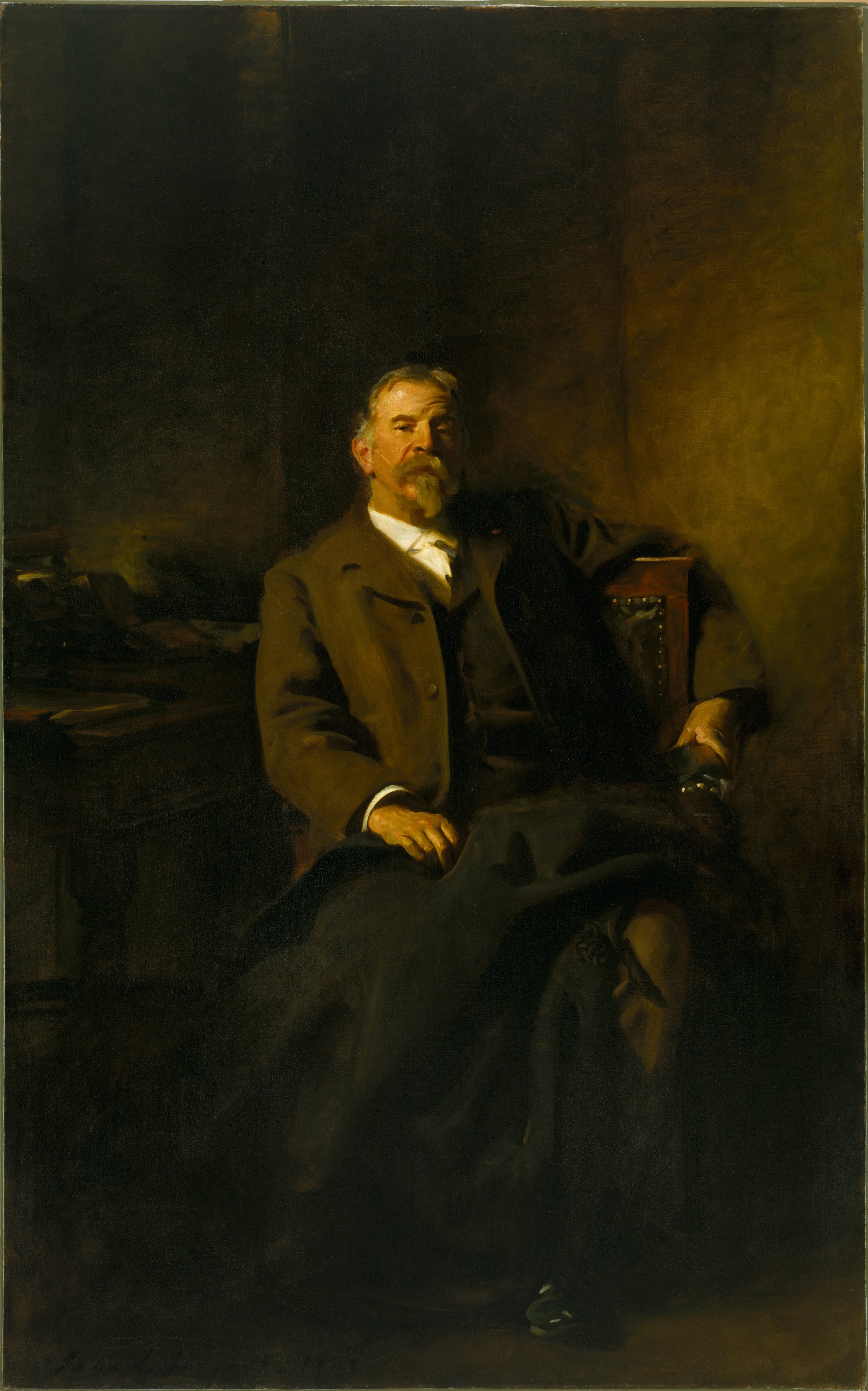
Henry Lee Higginson, grundare av BSO.

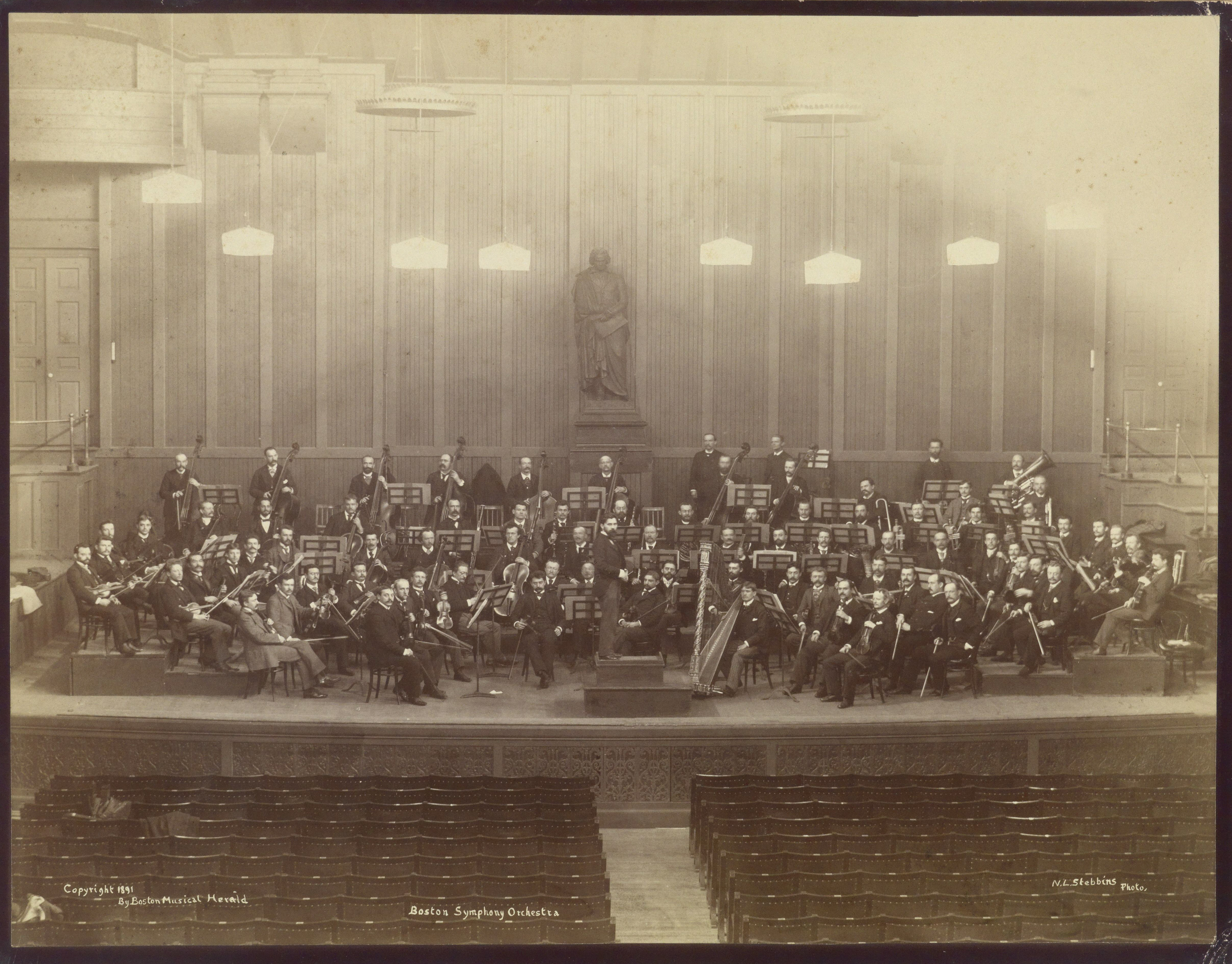
BSO i Boston Music Hall 1891.

Orkesterns fyra efterföljande chefsdirigenter utbildades alla i Österrike, inklusive den banbrytande och mycket inflytelserika ungerskfödda dirigenten Arthur Nikisch, i enlighet med Higginsons smak. Wilhelm Gericke var anställd två gånger, från 1884 till 1889 och igen från 1898 till 1906. Enligt Joseph Horowitz översyn av brevväxlingen utsåg Higginson 25 kandidater att ersätta Gericke efter att ha fått meddelande 1905. Han bestämde sig för att inte erbjuda tjänsten till Gustav Mahler, Fritz Steinbach eller Willem Mengelberg, men uteslöt inte den unge Bruno Walter, om ingen äldre skulle acceptera. Han erbjöd tjänsten till Hans Richter i februari 1905, som avböjde, till Felix Mottl i november, som tidigare var lovad tjänsten, och sedan till tidigare regissören Nikisch, som avböjde; tjänsten erbjöds slutligen till Karl Muck, som accepterade och började sin tjänst i oktober 1906. Han var dirigent till 1908 och igen från 1912 till 1918.
Chefsdirigent 1908–1912 var Max Fiedler. Han dirigerade premiären av Ignacy Jan Paderewskis symfoni i b-moll "Polonia" 1909.
Under första världskriget arresterades Muck (född i Tyskland, men schweizisk medborgare sedan barndomen), strax före en föreställning av St. Matthew Passion 1918 och internerades i ett fångläger utan åtal eller rättegång   till slutet av kriget, då han deporterades. Han lovade att aldrig återvända och uppträdde därefter endast i Europa. BSO:s nästa två ledare med titeln chefsdirigent var från Frankrike: Henri Rabaud, som tog över från Muck under en säsong, och sedan Pierre Monteux från 1919 till 1924. Monteux kunde, på grund av en musikstrejk, ersätta 30 musiker och förändrade därmed orkesterns ljud; orkestern utvecklade ett rykte för ett "franskt" ljud som kvarstår till en viss grad fram till i dag.

## Kusevitskij och Münch

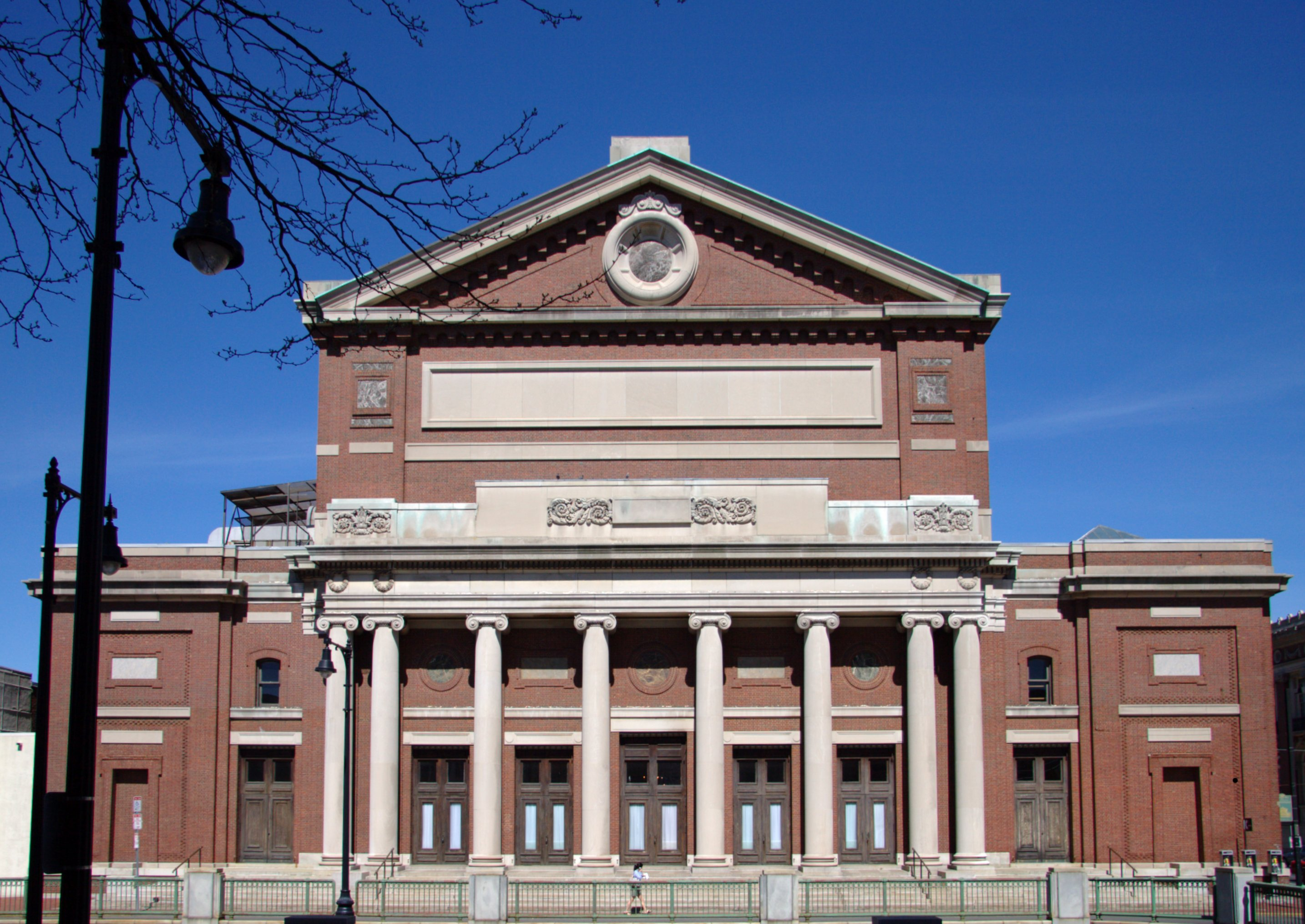
Symphony Hall, Boston, orkesterns huvudbas sedan 1900

Orkesterns anseende ökade under Sergej Kusevitzkijs tid som chefsdirigent 1924–1949. En miljon radiolyssnare hörde på när Kusevitzkij och orkestern var de första som framförde en livekonsert för radiosändning, vilket de gjorde på NBC 1926.
Under Kusevitskij gav orkestern regelbundna radiosändningar och i sitt sommarhus i Tanglewood grundade han Berkshire Music Centre, som nu är Tanglewood Music Center. Dessa radiokonserter sändes från 1926 till 1951 och återigen från 1954 till 1956. Orkestern har fortsatt att göra regelbundna direktsändningar fram till i dag. Boston Symphony Orchestra har haft ett nära samarbete med Bostons WGBH-radio som ett sätt att kunna sända sina konserter.
Kusevitskij beställde också många nya verk från framstående kompositörer, inklusive Symfoni nr 4 av Sergej Prokofjev, George Gershwins andra rapsodi och Symphony of Psalms av Igor Stravinsky. De hade också premiär av Béla Bartóks Concerto for Orchestra, som hade beställts av Kusevitskij Music Foundation på initiativ av Fritz Reiner och Joseph Szigeti.
Kusevitskij startade en tradition av uppdrag som orkestern fortsatte, inklusive nya verk av Heitor Villa-Lobos (symfoni nr 11) och Henri Dutilleux till orkesterns 75-årsjubileum, Roger Sessions och Andrzej Panufnik, för 100-årsjubileet, och nyligen till 125-årsjubileet verk av Leon Kirchner, Elliott Carter och Peter Lieberson. Andra BSO-uppdrag har varit John Coriglianos symfoni nr 2 för Symphony Halls 100-årsjubileum. Hans Werner Henze tillägnade orkestern sin åttonde symfoni.
Även om Kusevitskij rekommenderade sin protégé Leonard Bernstein till att bli hans efterträdare sedan han hade gått i pension 1949,  [7] blev det den elsassiska maestron Charles Münch, som fick leda orkestern fram till 1962. Münch hade gjort sin första debut i Boston 1946. Han ledde orkestern på sin första utländska turné, och producerade också sin första stereoinspelning i februari 1954 för RCA Victor. 1952 utnämnde Münch den första kvinnan till att inneha en chefsstol i en stor amerikansk orkester, flöjtisten Doriot Anthony Dwyer, som stannade kvar som BSO-chef i 38 år.

## Chefsdirigenter
| - 1881–1884 George Henschel - 1884–1889 Wilhelm Gericke - 1889–1893 Arthur Nikisch - 1893–1898 Emil Paur - 1898–1906 Wilhelm Gericke - 1906–1908 Karl Muck - 1908–1912 Max Fiedler - 1912–1918 Karl Muck | - 1918–1919 Henri Rabaud - 1919–1924 Pierre Monteux - 1924–1949 Sergej Kusevitskij - 1949–1962 Charles Münch - 1962–1969 Erich Leinsdorf - 1969–1972 William Steinberg - 1973–2002 Seiji Ozawa - 2004–2014 James Levine |